# Nikola Kalinić
Nikola Kalinić (Solin, Dalmacia, Croacia, 5 de enero de 1988) es un exfutbolista croata que jugaba como delantero. Desde 2024 es director deportivo del H. N. K. Hajduk Split.

## Trayectoria
Nikola Kalinić comenzó su carrera futbolística en las categorías inferiores del Hajduk Split. En 2005 el club decide cederlo para que ganara experiencia. Jugó en calidad de cedido en el NK Istra 1961, club con el que debutó en liga el 19 de noviembre, en  el HNK Šibenik. Juega de segundo delantero. 
En 2007 regresa al Hajduk Split. En su primera temporada en el club se hizo con un hueco en el once titular y marcó 17 tantos en liga, siendo segundo máximo goleador del campeonato por detrás de Želimir Terkeš con 21 goles. Ese mismo año logró llegar a la final de la Copa de Croacia con su equipo. En 2009, fue traspasado al Blackburn Rovers inglés por la suma de 7,5 millones de euros.
Tras 2 temporadas sin tener un gran rendimiento en Inglaterra,en 2011 fue traspasado al FC Dnipró por 6 millones de euros.
En Ucrania tuvo un gran nivel marcando 50 goles en 4 temporadas y alcanzando la final de la Liga Europa de la UEFA 2014-15en la que marcó gol,dándose a conocer a los grandes equipos europeos.
En 2015 fue traspasado a la ACF Fiorentina por 5'5 millones de euros.
Allí estuvo 2 temporadas,anotando 20 goles en la segunda y dando un gran nivel.
En 2017 fue traspasado al Associazione Calcio Milan por 25 millones de euros,pero decepcionó y tan solo estuvo 1 temporada.
En 2018 llegó al Club Atlético de Madrid por 14'5 millones de euros,donde no estuvo bien y fue cedido a la Associazione Sportiva Roma un año más tarde con una opción de compra de 9 millones de euros que el conjunto italiano decidió no ejecutar.
En 2020 fue traspasado al Hellas Verona Football Club por 2 millones de euros.
En 2022 volvió al Hrvatski Nogometni Klub Hajduk Split,pero dejó el equipo en 2023 ya que el entrenador no contaba con él.
En enero de 2024 regresó al club tras 6 meses sin equipo cobrando tan sólo 1€ al mes.
En mayo de 2024 anunció su retirada.

## Selección nacional
Fue  internacional con la selección de Croacia en 42 ocasiones y anotó 15 goles.
En el Mundial de Rusia 2018, Croacia disputaba su primer encuentro frente a Nigeria, a falta de 5 minutos el entrenador le ordenó ingresar y Kalinić adujo una lesión por lo que no ingresó. Luego de los estudios médicos pertinentes, se determinó que no sufría ninguna dolencia. Por consecuencia, el entrenador Zlatko Dalić decidió expulsarlo del plantel croata.

## Clubes
| Club                        | País       | Año       |
| --------------------------- | ---------- | --------- |
| H. N. K. Hajduk Split       | Croacia    | 2005-2006 |
| N. K. Istra 1961            | Croacia    | 2005-2006 |
| H. N. K. Šibenik            | Croacia    | 2006-2007 |
| H. N. K. Hajduk Split       | Croacia    | 2007-2009 |
| Blackburn Rovers F. C.      | Inglaterra | 2009-2011 |
| F. C. Dnipro Dnipropetrovsk | Ucrania    | 2011-2015 |
| ACF Fiorentina              | Italia     | 2015-2017 |
| A. C. Milan                 | Italia     | 2017-2018 |
| Atlético de Madrid          | España     | 2018-2020 |
| A. S. Roma (cedido)         | Italia     | 2019-2020 |
| Hellas Verona               | Italia     | 2020-2022 |
| H. N. K. Hajduk Split       | Croacia    | 2022-2023 |
| H. N. K. Hajduk Split       | Croacia    | 2024      |

## Estadísticas

### Selección nacional

#### Participaciones en selección nacional
| Competición            | Categoría | Sede              | Resultado        | Partidos | Goles |
| ---------------------- | --------- | ----------------- | ---------------- | -------- | ----- |
| Eurocopa 2008          | Absoluta  | Suiza y Austria   | Cuartos de final | 1        | 0     |
| Eurocopa 2012          | Absoluta  | Polonia y Ucrania | Primera fase     | 0        | 0     |
| Eurocopa 2016          | Absoluta  | Francia           | Octavos de final | 2        | 1     |
| Copa Mundial FIFA 2018 | Absoluta  | Rusia             | Subcampeón       | 0        | 0     |

#### Internacionalidades
| 2008  | 2  | 0  |
| 2009  | 1  | 0  |
| 2010  | 1  | 1  |
| 2011  | 8  | 3  |
| 2012  | 3  | 1  |
| 2013  | 5  | 1  |
| 2014  | 0  | 0  |
| 2015  | 6  | 2  |
| 2016  | 8  | 5  |
| 2017  | 5  | 2  |
| 2018  | 2  | 0  |
| Total | 42 | 15 |

#### Partidos internacionales
| #  | Fecha                    | Rival           | Sede                              | Resultado                     | Competición                         |
| -- | ------------------------ | --------------- | --------------------------------- | ----------------------------- | ----------------------------------- |
| 1  | 24 de mayo de 2008       | Moldavia        | Fiume, Croacia                    | Croacia 1 - 0 Moldavia        | Amistoso                            |
| 2  | 16 de junio de 2008      | Polonia         | Klagenfurt am Wörthersee, Austria | Polonia 0 - 1 Croacia         | Eurocopa 2008                       |
| 3  | 1 de abril de 2009       | Andorra         | Andorra la Vieja                  | Andorra 0 - 2 Croacia         | Clasificación Mundial 2010          |
| 4  | 17 de noviembre de 2010  | Malta           | Zagreb                            | Croacia 3 - 0 Malta           | Clasificación para la Eurocopa 2012 |
| 5  | 9 de febrero de 2011     | República Checa | Pula                              | Croacia 4 - 2 República Checa | Amistoso                            |
| 6  | 26 de marzo de 2011      | Georgia         | Tbilisi                           | Georgia 1 - 0 Croacia         | Clasificación para la Eurocopa 2012 |
| 7  | 29 de marzo de 2011      | Francia         | Saint-Denis                       | Francia 0 - 0 Croacia         | Amistoso                            |
| 8  | 10 de agosto de 2011     | Irlanda         | Dublín                            | Irlanda 0 - 0 Croacia         | Amistoso                            |
| 9  | 2 de septiembre de 2011  | Malta           | Ta' Qali                          | Malta 1 - 3 Croacia           | Clasificación para la Eurocopa 2012 |
| 10 | 6 de septiembre de 2011  | Israel          | Zagreb                            | Croacia 3 - 1 Israel          | Clasificación para la Eurocopa 2012 |
| 11 | 7 de octubre de 2011     | Grecia          | Atenas                            | Grecia 2 - 0 Croacia          | Clasificación para la Eurocopa 2012 |
| 12 | 25 de mayo de 2012       | Estonia         | Pula                              | Croacia 3 - 1 Estonia         | Amistoso                            |
| 13 | 11 de septiembre de 2012 | Bélgica         | Bruselas                          | Bélgica 1 - 1 Croacia         | Clasificación Mundial 2014          |
| 14 | 12 de octubre de 2012    | Macedonia       | Skopje                            | Macedonia 1 - 2 Croacia       | Clasificación Mundial 2014          |
| 15 | 7 de junio de 2013       | Escocia         | Zagreb                            | Croacia 0 - 1 Escocia         | Clasificación Mundial 2014          |
| 16 | 10 de junio de 2013      | Portugal        | Ginebra                           | Croacia 0 - 1 Portugal        | Amistoso                            |
| 17 | 10 de septiembre de 2013 | Corea del Sur   | Jeonju                            | Corea del Sur 1 - 2 Croacia   | Amistoso                            |
| 18 | 11 de octubre de 2013    | Bélgica         | Zagreb                            | Croacia 1 - 2 Bélgica         | Clasificación Mundial 2014          |
| 19 | 15 de octubre de 2013    | Escocia         | Zagreb                            | Croacia 0 - 1 Escocia         | Clasificación Mundial 2014          |
| 20 | 7 de junio de 2015       | Gibraltar       | Zagreb                            | Croacia 4 - 0 Gibraltar       | Amistoso                            |
| 21 | 3 de septiembre de 2015  | Azerbaiyán      | Bakú                              | Azerbaiyán 0 - 0 Croacia      | Clasificación para la Eurocopa 2016 |
| 22 | 6 de septiembre de 2015  | Noruega         | Oslo                              | Noruega 2 - 0 Croacia         | Clasificación para la Eurocopa 2016 |
| 23 | 10 de octubre de 2015    | Bulgaria        | Zagreb                            | Croacia 3 - 0 Bulgaria        | Clasificación para la Eurocopa 2016 |
| 24 | 13 de octubre de 2015    | Malta           | Ta' Qali                          | Malta 0 - 1 Croacia           | Clasificación para la Eurocopa 2016 |
| 25 | 17 de noviembre de 2015  | Rusia           | Rostov                            | Rusia 1 - 3 Croacia           | Amistoso                            |
| 26 | 23 de marzo de 2016      | Israel          | Osijek                            | Croacia 2 - 0 Israel          | Amistoso                            |
| 27 | 27 de mayo de 2016       | Moldavia        | Koprivnica                        | Croacia 1 - 0 Moldavia        | Amistoso                            |
| 28 | 4 de junio de 2016       | San Marino      | Fiume                             | Croacia 10 - 0 San Marino     | Amistoso                            |
| 29 | 21 de junio de 2016      | España          | Burdeos                           | Croacia 2 - 1 España          | Eurocopa 2016                       |
| 30 | 25 de junio de 2016      | Portugal        | Lens                              | Croacia 1 - 0 Portugal        | Eurocopa 2016                       |
| 31 | 5 de septiembre de 2016  | Turquía         | Zagreb                            | Croacia 1 - 1 Turquía         | Clasificación Mundial 2018          |
| 32 | 6 de octubre de 2016     | Kosovo          | Shkodër                           | Kosovo 0 - 6 Croacia          | Clasificación Mundial 2018          |
| 33 | 9 de octubre de 2016     | Finlandia       | Tampere                           | Finlandia 1 - 0 Croacia       | Clasificación Mundial 2018          |
| 34 | 24 de marzo de 2017      | Ucrania         | Zagreb                            | Croacia 1 - 0 Ucrania         | Clasificación Mundial 2018          |
| 35 | 11 de junio de 2017      | Islandia        | Reykjavík                         | Islandia 1 - 0 Croacia        | Clasificación Mundial 2018          |
| 36 | 2 de septiembre de 2017  | Kosovo          | Zagreb                            | Croacia 1 - 0 Kosovo          | Clasificación Mundial 2018          |
| 37 | 5 de septiembre de 2017  | Turquía         | Eskişehir                         | Turquía 1 - 0 Croacia         | Clasificación Mundial 2018          |
| 38 | 9 de noviembre de 2017   | Grecia          | Zagreb                            | Croacia 4 - 1 Grecia          | Clasificación Mundial 2018          |
| 39 | 12 de noviembre de 2017  | Grecia          | Atenas                            | Grecia 0 - 0 Croacia          | Clasificación Mundial 2018          |
| 40 | 24 de marzo de 2018      | Perú            | Miami                             | Croacia 0 - 2 Perú            | Amistoso                            |
| 41 | 8 de junio de 2018       | Senegal         | Osijek                            | Croacia 2 - 1 Senegal         | Amistoso                            |

#### Goles internacionales
| #   | Fecha                    | Estadio                                         | Oponente        | Marcador | Resultado | Competición                 |
| --- | ------------------------ | ----------------------------------------------- | --------------- | -------- | --------- | --------------------------- |
| 1.  | 17 de noviembre de 2010  | Stadion Maksimir, Zagreb, Croacia               | Malta           | 3–0      | 3–0       | Clasificación Eurocopa 2012 |
| 2.  | 9 de febrero de 2011     | Stadion Aldo Drosina, Pula, Croacia             | República Checa | 2–0      | 4–2       | Amistoso                    |
| 3.  | 9 de febrero de 2011     | Stadion Aldo Drosina, Pula, Croacia             | República Checa | 3–2      | 4–2       | Amistoso                    |
| 4.  | 3 de junio de 2011       | Stadion Poljud, Split, Croacia                  | Georgia         | 2–1      | 2–1       | Clasificación Eurocopa 2012 |
| 5.  | 25 de mayo de 2012       | Stadion Aldo Drosina, Pula, Croacia             | Estonia         | 2–0      | 3–1       | Amistoso                    |
| 6.  | 10 de septiembre de 2013 | Jeonju World Cup Stadium, Jeonju, Corea del Sur | Corea del Sur   | 2–0      | 2–1       | Amistoso                    |
| 7.  | 10 de octubre de 2015    | Stadion Maksimir, Zagreb, Croacia               | Bulgaria        | 3–0      | 3–0       | Clasificación Eurocopa 2016 |
| 8.  | 17 de noviembre de 2015  | Olimp-2, Rostov-on-Don, Rusia                   | Rusia           | 1–1      | 3–1       | Amistoso                    |
| 9.  | 4 de junio de 2016       | Stadion Rujevica, Rijeka, Croacia               | San Marino      | 8–0      | 10–0      | Amistoso                    |
| 10. | 4 de junio de 2016       | Stadion Rujevica, Rijeka, Croacia               | San Marino      | 9–0      | 10–0      | Amistoso                    |
| 11. | 4 de junio de 2016       | Stadion Rujevica, Rijeka, Croacia               | San Marino      | 10–0     | 10–0      | Amistoso                    |
| 12. | 21 de junio de 2016      | Nouveau Stade de Bordeaux, Bordeaux, Francia    | España          | 1–1      | 2–1       | Eurocopa 2016               |
| 13. | 6 de octubre de 2016     | Loro Boriçi Stadium, Shkodër, Albania           | Kosovo          | 6–0      | 6–0       | Clasificación Mundial 2018  |
| 14. | 24 de marzo de 2017      | Stadion Maksimir, Zagreb, Croacia               | Ucrania         | 1–0      | 1–0       | Clasificación Mundial 2018  |
| 15. | 9 de noviembre de 2017   | Stadion Maksimir, Zagreb, Croacia               | Grecia          | 2–0      | 4–1       | Clasificación Mundial 2018  |

## Palmarés

### Títulos nacionales
| Título          | Club                  | País    | Año  |
| --------------- | --------------------- | ------- | ---- |
| Copa de Croacia | H. N. K. Hajduk Split | Croacia | 2022 |
| Copa de Croacia | H. N. K. Hajduk Split | Croacia | 2023 |

### Títulos internacionales
| Título              | Club               | Sede   | Año  |
| ------------------- | ------------------ | ------ | ---- |
| Supercopa de Europa | Atlético de Madrid | Tallin | 2018 |